# Daft Punk
Daft Punk fue un dúo francés de música electrónica y rock electrónico formado en 1993 en París por Thomas Bangalter y Guy-Manuel de Homem-Christo. Alcanzaron popularidad a fines de la década de 1990 como parte del movimiento house francés, combinando elementos de la música house con funk, disco, rock y pop. Obtuvieron elogios y éxito comercial y son considerados como uno de los actos más influyentes en la música dance así como de la música pop de los años 2010.
Bangalter y Homem-Christo formaron Daft Punk después de que su banda de indie rock Darlin' se disolviera y comenzaran a experimentar con cajas de ritmos y sintetizadores. Su álbum de estudio debut, Homework, fue lanzado por Virgin Records en 1997 con críticas positivas, respaldado por los sencillos «Around the World» y «Da Funk». A partir de 1999, Daft Punk asumió personajes de robots para apariciones públicas, con cascos, atuendos y guantes para disfrazar sus identidades; hicieron pocas apariciones en los medios. Fueron administrados desde 1996 hasta 2008 por Pedro Winter, director de Ed Banger Records.
El segundo álbum de Daft Punk, Discovery (2001), tuvo más éxito, con los exitosos sencillos «One More Time», «Digital Love» y «Harder, Better, Faster, Stronger». Se convirtió en la base de una película animada, Interstella 5555, supervisada por el artista japonés Leiji Matsumoto. El tercer álbum, Human After All (2005), recibió críticas mixtas, aunque los sencillos «Robot Rock» y «Technologic» alcanzaron el éxito en el Reino Unido. Daft Punk dirigió una película de ciencia ficción de vanguardia, Electroma, estrenada en 2006. Estuvieron de gira durante 2006 y 2007 y lanzaron el álbum en vivo Alive 2007, que ganó un premio Grammy al Mejor Álbum de Electrónica/Dance; a la gira se le atribuye la popularización de la música dance en América del Norte. Daft Punk compuso la banda sonora de la película Tron: Legacy de 2010.
En 2013, Daft Punk dejó Virgin por Columbia Records y lanzó su cuarto y último álbum, Random Access Memories, con gran éxito; el sencillo principal, «Get Lucky», alcanzó el top 10 en las listas de 27 países. Random Access Memories ganó cinco premios Grammy en 2014, incluidos Álbum del año y Grabación del año por «Get Lucky». En 2016, Daft Punk obtuvo su único número uno en el Billboard Hot 100 con «Starboy», una colaboración con The Weeknd. En 2015, Rolling Stone los clasificó como el duodécimo mejor dúo musical de todos los tiempos. Anunciaron su separación en el 2021.

## Historia

Logotipo de Daft Punk

### Primeros años (1987-1993)
Guy-Manuel de Homem-Christo y Thomas Bangalter se conocieron en 1987 mientras asistían a la escuela secundaria Lycée Carnot en París Los dos se volvieron amigos y grabaron demos con otros del colegio. En 1992, formaron una banda llamada, Darlin', con Bangalter en el bajo, Homem-Christo en la guitarra, y Laurent Brancowitz en la guitarra y batería. El trio se nombró inspirados en la canción de Beach Boys «Darlin'», donde la versionaron junto con la composición original. Ambas pistas fueron lanzadas en un EP de varios artistas bajo Duophonic Records, un sello propiedad de la banda londinense Stereolab, que invitó a la agrupación a abrir espectáculos en el Reino Unido.
Darlin' se disolvió después de unos seis meses, después de haber producido cuatro canciones y tocado en dos conciertos. Bangalter describió el proyecto como «bastante normal». Brancowitz persiguió la música con otra banda, Phoenix. Bangalter y Homem-Christo formaron Daft Punk y experimentaron con cajas de ritmos y sintetizadores. El nombre fue tomado de una crítica negativa de Darlin' en Melody Maker por Dave Jennings, quien apodó su música como «a daft punky thrash». La banda encontró la crítica divertida. Homem-Christo dijo: «Luchamos tanto para encontrar [el nombre] Darlin', y [este nombre] sucedió tan rápido».

### Primeras presentaciones yHomework(1993-1999)
En septiembre de 1993, Daft Punk asistió a una rave en Disneyland Paris, donde conocieron a Stuart Macmillan de Slam, cofundador del sello escocés Soma Quality Recordings. La cinta de demostración que se le dio a Macmillan en el rave formó la base del sencillo debut de Daft Punk, «The New Wave», un lanzamiento limitado en 1994. El sencillo también contenía la mezcla final de «The New Wave» llamada «Alive», que se incluiría en el primer álbum de Daft Punk.
Daft Punk volvió al estudio en mayo de 1995 para grabar «Da Funk». Se convirtió en su primer sencillo comercialmente exitoso. Después del éxito de «Da Funk», Daft Punk buscó un mánager. El dúo se decidió por Pedro Winter, quien regularmente los promocionaba a ellos y a otros artistas en sus clubes nocturnos Hype. Firmaron con Virgin Records en septiembre de 1996 e hicieron un trato para licenciar sus pistas al sello principal a través de su productora, Daft Trax. Bangalter dijo que si bien recibieron numerosas ofertas de sellos discográficos, querían esperar y asegurarse de no perder el control creativo. Consideró el trato con Virgin más parecido a una sociedad.
A mediados y finales de los noventa, Daft Punk actuó en vivo sin disfraces en varios lugares. En 1996 hicieron su primera actuación en Estados Unidos, en un evento de Even Furthur en Wisconsin. Además de presentaciones originales en vivo, actuaron en clubes usando discos de vinilo de su colección. Eran conocidos por incorporar numerosos estilos de música en sus sesiones de DJ en ese momento.
Daft Punk lanzaron su álbum debut, Homework, en 1997. En febrero de ese año, la revista británica Muzik publicó una portada de Daft Punk y describió Homework como «uno de los álbumes debut más publicitados en mucho, mucho tiempo». De acuerdo a The Village Voice, el álbum revivió la música house y se apartó de la fórmula eurodance. El crítico Alex Rayner escribió que combinaba estilos de club establecidos y el «eclecticismo floreciente» del big beat. En 1997, Daft Punk se embarcó en una gira internacional de conciertos, Daftendirektour, utilizando el equipo de su casa para el escenario en vivo. El 25 de mayo, encabezaron el festival Tribal Gathering en Luton Hoo, Inglaterra, con Orbital y Kraftwerk.
El sencillo más exitoso de Homework fue «Around the World». «Da Funk» también se incluyó en la banda sonora de la película The Saint. Daft Punk produjo una serie de videos musicales para Homework dirigidos por Spike Jonze, Michel Gondry, Roman Coppola y Seb Janiak. Los videos se recopilaron en 1999 como D.A.F.T.: A Story About Dogs, Androids, Firemen and Tomatoes.
Bangalter y Homem-Christo crearon sellos discográficos después del lanzamiento de su álbum debut, lanzando proyectos en solitario de ellos mismos y sus amigos en Roulé y Crydamoure respectivamente. Homem-Christo lanzó música como miembro de Le Knight Club con Eric Chedeville, y Bangalter lanzó música como miembro de Together con DJ Falcon y fundó el grupo Stardust con Alan Braxe y Benjamin Diamond. En 1998, Stardust lanzó su única canción, el éxito «Music Sounds Better with You».

### Discovery(1999-2003)
El segundo álbum de Daft Punk, Discovery, fue lanzado en 2001. El dúo dijo que era un intento de reconectarse con la actitud lúdica y de mente abierta asociada con la fase de descubrimiento de la niñez. El álbum alcanzó el número 2 en el Reino Unido y su sencillo principal, «One More Time», fue un éxito. La canción está muy autoajustada y comprimida. Los sencillos «Digital Love» y «Harder, Better, Faster, Stronger» también tuvieron éxito en el Reino Unido y en la lista de baile de EE. UU., y «Face to Face» alcanzó el número uno en las listas de reproducción de clubes de EE. UU.
Discovery creó una nueva generación de fans de Daft Punk. También vio a Daft Punk debutar con sus distintivos trajes de robot; anteriormente habían usado máscaras o bolsas de Halloween para apariciones promocionales. Más tarde, Discovery fue nombrado uno de los mejores álbumes de la década por publicaciones como Pitchfork y Resident Advisor. En 2020, Rolling Stone lo incluyó en el puesto 236 de su lista de los «500 mejores álbumes de todos los tiempos». En 2021, Pitchfork citó a Discovery como la pieza central de la carrera de Daft Punk, «un álbum que trascendió las raíces del club de robots y se extendió a lo largo de las décadas siguientes».
Daft Punk se asoció con el artista de manga japonés Leiji Matsumoto para crear Interstella 5555, un largometraje de animación ambientado en Discovery. Los primeros cuatro episodios se mostraron en Toonami en 2001 y la película terminada se lanzó en DVD en 2003. Ese diciembre, Daft Punk lanzó Daft Club, una compilación de remixes de Discovery. En 2001, Daft Punk lanzó un extracto de 45 minutos de una actuación de Daftendirektour como Alive 1997.

### Human After All(2004-2008)

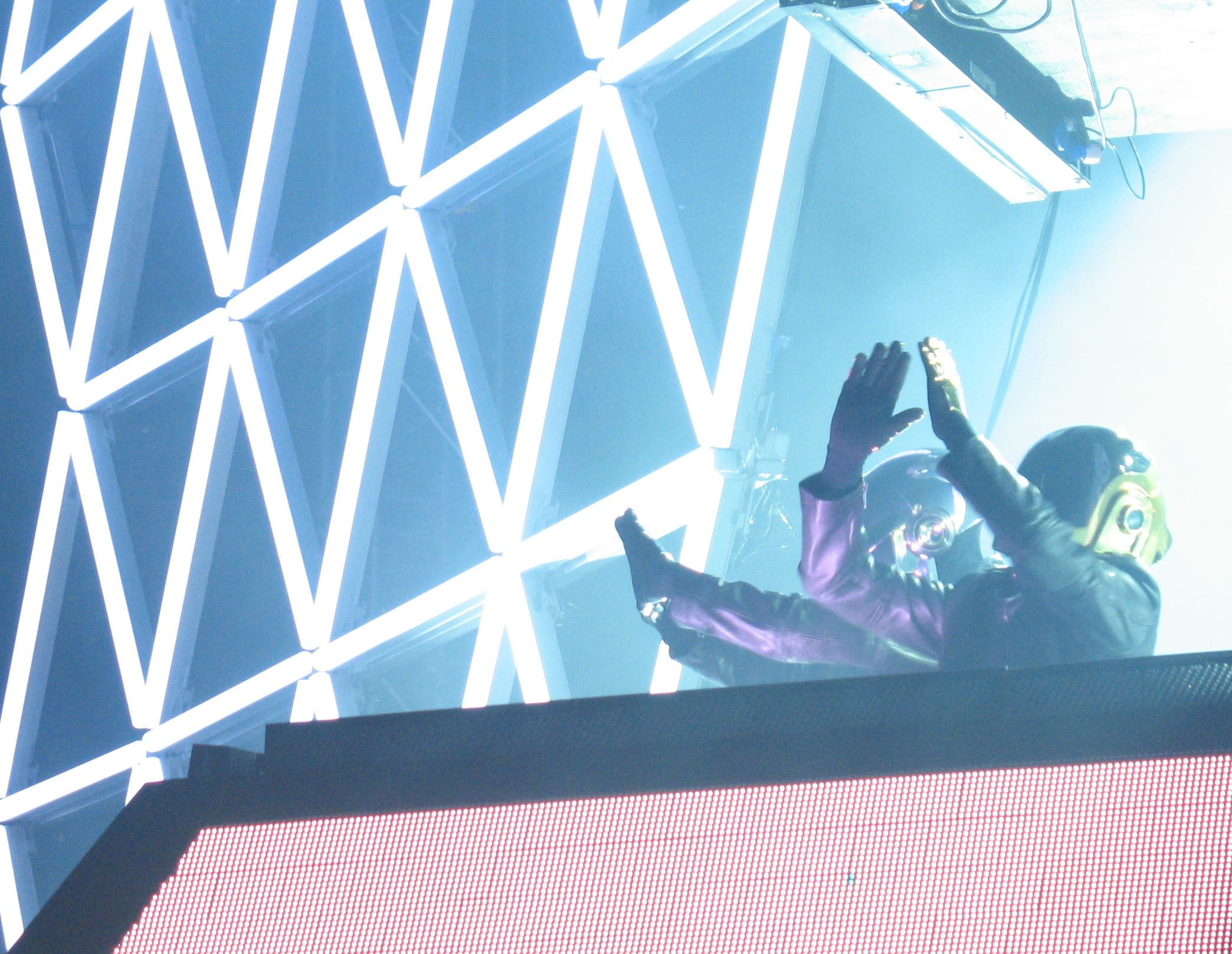
Daft Punk en Berkeley, California el 27 de julio de 2007

Empezando el 13 de septiembre y terminando el 9 de noviembre de 2004, Daft Punk dedicó seis semanas para la creación de un nuevo material. El dúo lanzó el álbum "Human After All" en marzo de 2005. Las críticas fueron mixtas, sobre todo citando a su repetitivo carácter y aparentemente por la corta dedicación al grabado del álbum. Los sencillos extraídos de este álbum fueron «Robot Rock», «Technologic», «Human After All», «The Prime Time of Your Life» y «The Brainwasher». La declaración oficial de Daft Punk sobre el álbum fue: «Creemos que Human After All habla por sí mismo». Una antología de Daft Punk de un formato de CD/DVD titulado Musique Vol. 1 1993–2005 fue lanzado el 4 de abril de 2006. Contiene nuevos vídeos musicales para «The Prime Time of Your Life» y «Robot Rock (Maximum Overdrive)». Daft Punk también lanzó un álbum remix de Human After All titulado Human After All: Remixes. Una edición limitada incluía dos muñecos miniatura de Daft Punk como robots.

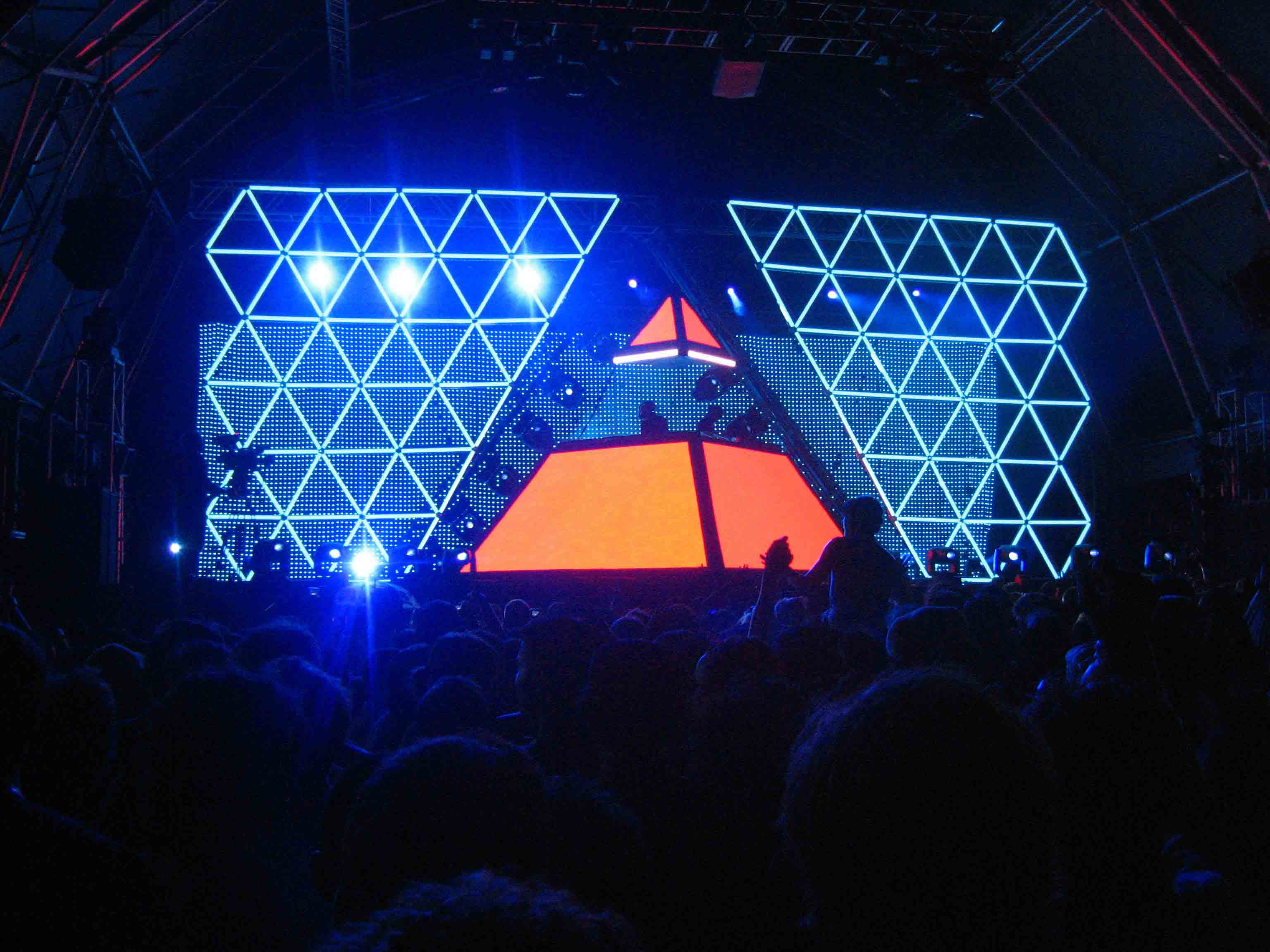
Daft Punk el 16 de julio de 2006 en el recinto del Parque del Fórum, Barcelona, durante el festival Summercase, enmarcado en la gira Alive 2006/2007

El 21 de mayo de 2006, Daft Punk estrenó su primera película Daft Punk's Electroma en el Festival de Cannes. La película no incluye su propia música, teniendo en cuenta su anterior DVD y el estreno de la película (D.A.F.T. para Homework e Interstella 5555 para Discovery). Proyecciones de medianoche de la película se mostraron en los cines de París a partir de finales de marzo de 2007. Comentarios del público han sido positivos.
Daft Punk llevó a cabo una de las giras mundiales más ambiciosas en la historia de la música electrónica, empezando en mayo de 2006 en el Festival de Coachella, en los Estados Unidos. Debido al éxito que cosechó, el dúo decidió continuar con esta serie de conciertos por todo el mundo en lo que se conoció como la gira Alive 2006/2007. Más tarde, lanzó su segundo álbum en vivo titulado Alive 2007 el 19 de noviembre de 2007, con todas las pistas grabadas en su concierto en París, el 14 de junio de ese mismo año. Contiene la presentación del dúo en París de su tour Alive 2007 La versión en vivo de «Harder, Better, Faster, Stronger» fue lanzada como un sencillo. Un video musical para el sencillo dirigido por Olivier Gondry contiene grabaciones hechas por 250 personas, audiencia de la presentación hecha en Brooklyn en el Parque KeySpan, Coney Island.
Daft Punk empezó con su primera colaboración en 2007 con Kanye West. El punto de partida de esta colaboración fue el sencillo «Stronger» del álbum «Graduation», cuya base tiene samples de la canción «Harder, Better, Faster, Stronger» del dúo. Después ganaron un premio Grammy en 2008, haciendo una aparición en el escenario de los Grammy con el cantante West en una pirámide del Alive 2007. Más tarde Daft Punk se empezó a conocer en Estados Unidos de América, Canadá y poco en México.

### Tron: Legacy(2008-2011)

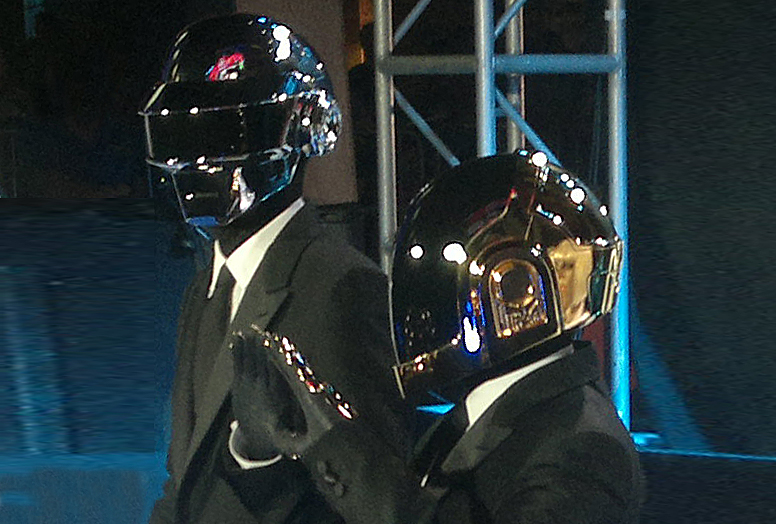
Miembros de Daft Punk en la Premiere de Tron Legacy en Tokio, Japón.

Después del tour Alive 2007, Daft Punk se enfocó en nuevos proyectos. En una entrevista dada en 2008, Pedro Winter reveló que el dúo regresó a su estudio en París para trabajar en un nuevo material. Pedro también anunció su renuncia de ser el representante del dúo, para enfocarse en su discográfica Ed Banger Records y en su trabajo como Busy P. En otra entrevista, Pedro indicó que el dúo estaba trabajando con una compañía no específica de Los Ángeles. En 2008, Daft Punk fue ubicado en la posición 38 en una encuesta mundial realizada por la revista DJ Mag, después de que, un año antes fueron ubicados en la posición 71. El 8 de febrero de 2009, Daft Punk ganó dos Grammy por su álbum Alive 2007 y su sencillo «Harder, Better, Faster, Stronger».
Daft Punk ofreció once mezclas, utilizando su propia música para el videojuego, DJ Hero de Activision. También aparecen en el juego, junto con su propio escenario. El dúo aparece con sus cascos de la era Discovery junto con sus trajes de cuero de la era Human After All. Estas funciones estuvieron ausentes en la secuela, DJ Hero 2, aunque para esta ofrecieron un remix de su canción «Human After All».

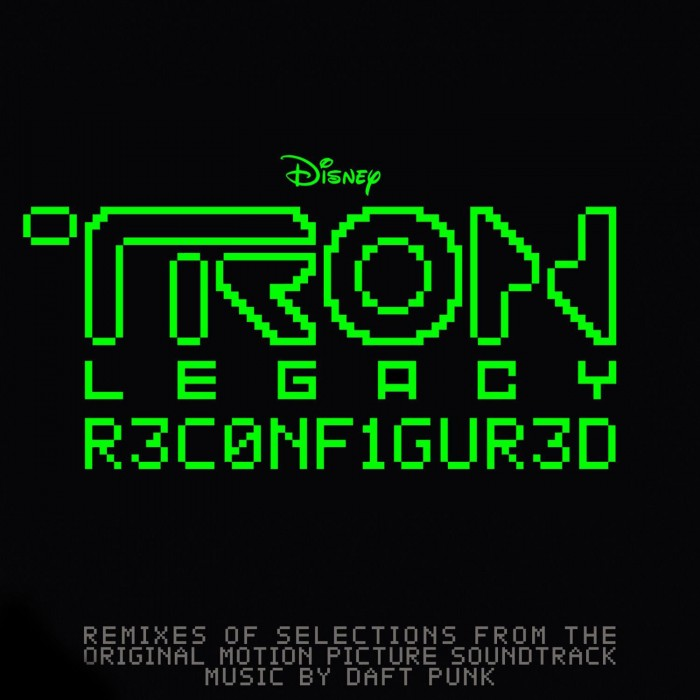
"TRON: Legacy" de Disney.

En la comicon de 2009, se anunció que el dúo había compuesto 37 canciones para la película Tron: Legacy de Disney. La orquesta fue conducida por Joseph Trapanese. La banda colaboró con él durante dos años para la partitura, desde la preproducción hasta su finalización. La partitura contiene una orquesta de 85 piezas, grabado en AIR Lyndhurst Studios, en Londres. El director de Tron: Legacy, Joseph Kosinski, se refirió a la banda sonora como una mezcla de orquesta y elementos electrónicos. Daft Punk hace un cameo en la película como programas de discs jockeys con sus cascos. La protagonista de la película Tron: Legacy, Olivia Wilde, comentó que el dúo posiblemente esté involucrado en eventos futuros relacionados con la película. Un tráiler de la película muestra a Daft Punk y su canción «Derezzed». La banda sonora de la película fue publicada el 6 de diciembre de 2010. Una edición especial de 2 discos contiene un póster del dúo de la película. Canciones adicionales del álbum se pueden encontrar en tiendas en línea. Un vídeo musical de la canción «Derezzed» se estrenó en MTV el mismo día en el que el álbum fue lanzado. El vídeo está disponible a la venta en iTunes. Walt Disney Studios lanzó un álbum que contiene mezclas del álbum, titulado Tron: Legacy Reconfigured el 5 de abril de 2011.
En 2010, Daft Punk fue admitido en la Orden de las Artes y las Letras, una orden de Francia. Bangalter y de Homem-Christo fueron premiados individualmente con el rango Chevalier (caballero).
Soma Records anunció que lanzó una pista anteriormente sin publicar de Daft Punk de sus sesiones de Homework titulada «Drive». La pista fue incluida en la compilación del 20° aniversario de Soma. Según Soma, «Drive» fue enviada con «Rollin' & Scratchin'», pero Soma pidió que terminaran y enviaran «Da Funk» para acompañar a «Rollin' & Scratchin'», mientras que «Drive» se guardaría para una fecha posterior.

### Random Access Memories(2012-2014)
Daft Punk comenzó a trabajar en su cuarto álbum de estudio, con la colaboración del cantante y compositor Pharrell Williams y con contribuciones con el líder de Chic, Nile Rodgers. Williams confirmó sus colaboraciones en dos entrevistas diferentes. Durante una entrevista con Rodgers, afirmó que se reunió con el dúo para discutir lo que iba a ser su próximo álbum, también mencionó que el disco iba a salir a mediados de ese año., iniciando este proyecto entre 2010 y 2011.
Después, en mayo de 2012, Giorgio Moroder colaboró con este álbum, grabando un monólogo acerca de su vida en una cabina de voz que contiene micrófonos que van desde 1960 hasta nuestros días (a raíz de esto surgió la canción «Giorgio By Moroder»). Cuando se le preguntó acerca de esto, el ingeniero respondió que cada micrófono se utiliza para representar las diferentes décadas de la vida de Moroder en su monólogo. Rodgers también estuvo presente durante la sesión de grabación. Chilly González indicó un día que tenía material musical para el proyecto del dúo en un día de sesiones («Within»).
En octubre de 2012, Daft Punk ofreció un remix de 15 minutos de algunas canciones del cantante de blues Nathan East para la casa de moda de Yves Saint Laurent, propiedad de Heidi Slimane, y más tarde la revista DJ Mag posicionó al dúo en el #44 de la "Lista de los 100 mejores DJ's del año".
En noviembre de 2012, Nathan East, también en una entrevista, reiteró que estaba trabajando con el dúo en la elaboración del proyecto del álbum.
Iniciando 2013, Rodgers indicó en su blog el número de colaboraciones que tenía planeado hacer para este año, entre ellas estaba el cuarto álbum de Daft Punk.
Más tarde, Guy-Manuel de Homem-Christo mencionó que él y Thomas Bangalter estaban en conversaciones con Sony Music Entertainment a través de su filial Columbia Records para un nuevo contrato discográfico, abandonando así su antiguo estudio Virgin Records, filial de EMI, y que exactamente el álbum saldría en la primavera de 2013. Para ser exactos, el periódico británico The Sun reveló que la fecha de lanzamiento iba a ser en mayo.
En febrero de 2013, confirmaron su regreso a la música, bajo el sello de Columbia Records.
Desde el 23 de marzo, en iTunes Store se reveló el nombre de este nuevo álbum de estudio por fin llamado Random Access Memories, iniciando los pedidos anticipados, afirmando que el lanzamiento tendría lugar el 21 de mayo. El 19 de abril del mismo año, se da a conocer el primer sencillo del mismo, "Get Lucky", con la participación de Pharrell Williams como voz principal de la canción y Nile Rodgers como el guitarrista.
Finalmente, Random Access Memories se filtró el 13 de mayo de 2013 por Internet, ocho días antes de su lanzamiento oficial. En respuesta, dos horas más tarde el grupo habilitó la escucha de manera gratuita en iTunes Store.
«Get Lucky» comienza a sonar en muchas emisoras a nivel mundial, elevando así la popularidad del dúo, lo cual hizo que se catapultaran al puesto n° 22 en la clasificación realizado por la revista DJmag con fecha de salida el día 19 de octubre de 2013. Igualmente, Get Lucky fue nominada como mejor grabación del año y resultando como ganadora en los Grammy de 2014. Además, en dicho evento, Daft Punk interpretó este tema junto al cantante de talla internacional Stevie Wonder, así como con Pharrell Williams, Nile Rodgers, Nathan East y Omar Hakim, en un arreglo específico sólo para la gala. En esta misma ceremonia, Daft Punk se hizo acreedor a otros cuatro premios más: álbum del año, mejor álbum de dance/electrónica, mejor ingeniería de álbum (no clásica) y mejor interpretación pop de dúo o grupo.
El 10 de marzo de 2014, la canción de Daft Punk «Computerized» apareció en internet. La canción cuenta con Jay-Z y parece incluir samples de «The Son of Flynn» para la banda sonora de Tron: Legacy.
El 7 de octubre de 2014, salió en Youtube el vídeo «Gust of Wind», del cantante Pharrell Williams con la colaboración de Daft Punk, aunque en el vídeo solo se pueden apreciar sus cascos y, al final, una animación de su silueta.

### Proyectos finales (2016-2021)
En septiembre de 2016, The Weeknd lanzó su exitosa colaboración titulada: "Starboy" junto a Daft Punk. La canción alcanzó el n° 1 en la lista estadounidense: Billboard Hot 100. El 17 de noviembre de ese mismo año, The Weeknd sacó otra colaboración con el dúo, titulada: "I Feel It Coming". Ambas pertenecen al álbum de Starboy.

### Separación y eventos posteriores (2021-2022)
El 22 de febrero de 2021, el dúo anunció su separación con un video publicado en todas sus redes sociales titulado ‘Epilogue’ (epílogo) en donde se los muestra a ambos caminando por un desierto. En el video, que es un fragmento del largometraje "Daft Punk's Electroma" (dirigido por ellos mismos), Thomas Bangalter se detiene, se retira su chaqueta de cuero y le da la espalda a Guy-Manuel de Homem-Christo, mostrando lo que parece ser un botón de autodestrucción, el cual su compañero activa y, después de una cuenta regresiva, este explota, haciendo referencia al fin del dúo. Minutos después, esta información fue confirmada por su publicista, Kathryn Frazier, la cual no brindó mayores detalles del por qué la separación.
Una semana después de la separación, Thomas Bangalter envió un video a un programa francés, en el cual se puede ver un fragmento de la película Modern Times, donde un personaje le dice a otro de sonreír, mientras caminan por una carretera. Al final del vídeo, sale una imagen de una cara sonriente, junto a una parte de la letra de la canción «Touch».
El 22 de febrero de 2022, un año después de su disolución, Daft Punk anunció la edición del 25° aniversario de Homework junto con una reedición de Alive 1997. También transmitieron en Twitch una grabación de video de su actuación en el Mayan Theatre de Los Ángeles de su Daftendirektour de 1997. La transmisión única presentó imágenes inéditas del dúo sin disfraces.
El 22 de febrero de 2023, Daft Punk anunció la edición del 10° aniversario de Random Access Memories, para la celebracíón del lanzamiento, en diferentes lugares del mundo como en la ciudad de México se ofrecerán experiencias en realidad aumentada junto al lanzamiento del tema "Horizon".
Según Rolling Stone, la versión sin percusiones de Random Access Memories estará disponible a partir del 17 de noviembre en todas las plataformas de reproducción. Además, se lanzará una versión física en vinilo que se podrá adquirir en la página oficial de Daft Punk.

## Influencias
Bangalter y de Homem-Christo no tienen un estilo musical definido. Años antes de producir música electrónica como un dúo, los dos declararon que tenían un gusto musical muy parecido, siendo algunos de sus artistas preferidos The Beatles, Elton John, Armand Van Helden, MC5, The Rolling Stones, The Beach Boys y The Stooges. Su admiración compartida a bandas de rock llevó a la fundación de su propio proyecto independiente: Darlin'. Bangalter dijo que "Era tal vez una cosa más de adolescentes en ese momento. Es como, ya sabes, todo el mundo quiere estar en una banda". Ellos se inspiraron en el rock y el acid house en el Reino Unido durante la década de los 90. De Homem-Christo señaló Screamadelica de Primal Scream como un influyente trabajo, como el registro de "poner todo junto" en términos de género.
Las notas de Homework rinden homenaje a un gran número de artistas musicales y contienen una cita de Brian Wilson. Bangalter dijo que "En la música de Brian Wilson tú puedes realmente sentir la belleza—que era muy espiritual. [...] También me gusta Bob Marley." Cuando se le preguntó sobre el éxito del álbum debut de Daft Punk y la creciente popularidad de su género musical asociado, Bangalter respondió, "antes de nosotros estaban Frankie Knuckles o Juan Atkins y así sucesivamente. Lo menos que podemos hacer es rendir homenaje a aquellos que no se conocen y que han influido en la gente." La canción «Teachers» de Homework se refiere a varias influencias, incluyendo a Romanthony y Todd Edwards. De Homem-Christo dijo que "Su música tuvo un gran efecto en el mundo. El sonido de sus producciones—la compresión, el sonido del bombo y la voz de Romanthony, la emoción y el alma es parte de como sonamos ahora."
Más tarde, Romanthony y Edwards colaboraron con Daft Punk en unas canciones para Discovery ("One More Time" y "Face to Face", respectivamente). Para el álbum, Daft Punk se centró en nuevos estilos de la música electrónica. Una importante fuente de inspiración fue el sencillo de Aphex Twin titulado "Windowlicker", el cual "ni fue una canción club ni una canción tranquila, sino una canción relajante", según Bangalter. El dúo también utilizaba equipo para recrear el sonido de un artista anterior. Como se ha señalado por de Homem-Christo, "En 'Digital Love' puedes recibir un ambiente como de Supertramp", que se generó usando un piano eléctrico. Durante otra entrevista, de Homem-Christo aclaró que "no hicimos una lista de artistas que nos gustan y copiar sus canciones".
Durante otra entrevista, Bangalter describió a Andy Warhol como una de las primeras influencias artísticas de Daft Punk.

### Daft Punk como influencia musical
Daft Punk ha influenciado a varias bandas y artistas, entre los que destacan Gorillaz, David Guetta, Skrillex, Justice, Calvin Harris, Deadmau5, Zedd, Madeon, Don Diablo y Plastilina Mosh.
Su álbum Random Access Memories del 2013 es considerado una fuerte influencia musical en la nostalgia por lo años 80 que ha dominado una parte importante de la cultura popular occidental de   los últimos años.
El 4 de octubre de 2021 la webzine estadounidense Pitchfork incluyó al dúo en su lista "200 Most Influential Musicians of last 25 years", con motivo de su 25° aniversario de creación.
Ese mismo año, el diario El País publicó una nota en la que se refería a Daft Punk como  "Los músicos electrónicos más influyentes del siglo XXI"

## Imagen y componentes visuales

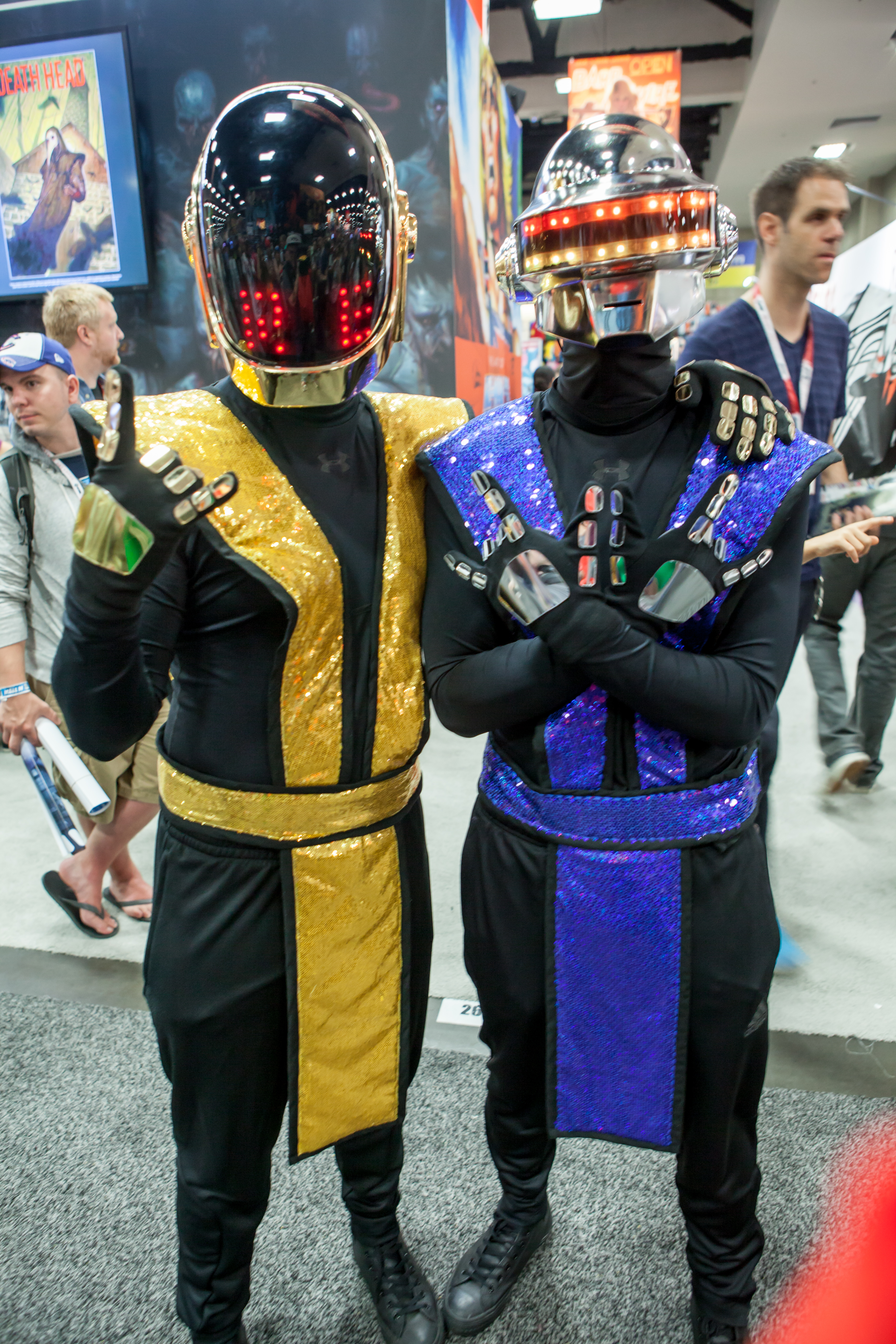
Cosplay de Daft Punk.

Daft Punk es reconocido por el uso de componentes visuales asociados a sus producciones musicales. Los videos musicales de los sencillos del álbum Homework destacaban a personajes memorables y puso el énfasis en contar historias en vez de la interpretación musical. Posteriormente, el álbum Discovery se convirtió en la banda sonora de Interstella 5555.
Su apariencia también ha cambiado con el tiempo. Durante la era Homework, el dúo normalmente usaba máscaras para ocultar su apariencia. Cuando no usaban disfraces, ocasionalmente preferían ser remplazados por animación o tener la cara oscurecida digitalmente por la prensa. Muy pocas fotos oficiales del dúo existen, incluyendo una borrosa que se encuentra en las notas de Homework.
En la era Discovery se dejaron ver más. Han aparecido como robots futuristas para sesiones de fotos para publicidad, entrevistas, shows en vivo y en los videos musicales. Estos trajes, diseñados por Tony Gardner y Alterian, Inc., son cascos deportivos capaz de producir varios efectos de led y acompañados por guantes metálicos. Daft Punk presentó sus trajes a los televidentes de EE. UU. a través de un anuncio para la promoción de sus nuevos videos durante el bloque de Cartoon Network, Toonami. Thomas Bangalter declaró: «No elegimos ser robots. Hubo un accidente en nuestro estudio. Estábamos trabajando con el sampler [en la toma de muestras], cuando exactamente a las 9:09 del 9 de septiembre de 1999, explotó. Cuando recuperamos la consciencia, descubrimos que nos habíamos convertido en robots».
Daft Punk ha dicho que usan las máscaras para combinar fácilmente las características de los seres humanos y las máquinas. Sin embargo, Bangalter indicó que los trajes fueron el resultado de la timidez. «Pero se convirtió en algo apasionante desde el punto de vista de la audiencia. Es como un individuo normal con algún tipo de superpoder.» Cuando se le preguntó si el dúo se expresa diferente mientras usan los trajes robóticos, Bangalter declaró: «No, no es necesario. No se trata de tener inhibiciones. Es más como una versión avanzada del glam, donde definitivamente no eres tú». Con el lanzamiento de Human After All, los trajes del dúo musical se hicieron menos complicados, consistiendo de una chaqueta de cuero y pantalones de color negro, y versiones simplificadas de los cascos de la era Discovery. Los trajes fueron diseñados por Hedi Slimane.
De acuerdo con Bangalter, el dúo tiene una "regla general de no aparecer en vídeos". Aunque el dúo raramente concede entrevistas, Bangalter es citado como el más hablador y obstinado. En cuanto a la fama y el estrellato, dijo:

No creemos en el estrellato. Queremos estar enfocados en la música. Si tenemos que crear una imagen, debe ser una imagen artificial. Eso esconde nuestro aspecto físico y también muestra nuestra opinión del estrellato. No es un compromiso.

Estamos tratando de separar el lado público y el lado privado. Es sólo que estamos un poco avergonzados por toda la cosa. No queremos entrar a esta cosa del estrellato. No queremos ser reconocidos en las calles. Sí. Todo el mundo nos han aceptado por el uso de máscaras en las fotos hasta ahora, lo cual nos hace felices. Quizás a veces la gente esté un poco decepcionada, pero ésa es la única manera en la que lo queremos hacer. Creemos que la música es lo más personal que podemos dar. El resto se trata sólo de las personas que se toman en serio a ellos mismos, que es a veces muy aburrido.

En la misma entrevista, también se le preguntó si la fama puede ser evitada.

Sí. Creo que la gente entiende lo que estamos haciendo. Conozco a mucha gente que tal vez le guste la manera en la que manejamos las cosas. La gente entiende que no es necesario estar en las portadas de las revistas con tu cara para hacer buena música. Pintores y otros artistas, no los conoces, pero sabes lo que están haciendo. Estamos contentos de que el concepto en sí mismo se está haciendo famoso. En Francia, si hablas de Daft Punk, seguro que millones de personas lo han escuchado, pero menos de unos pocos miles de personas conocen nuestra cara, que es en lo que estamos ahora. Lo controlamos, pero no somos nosotros físicamente, son nuestras personas. No queremos que las personas lleguen a nosotros, con nuestra misma edad, saludando y diciendo: "¿Puede darme su autógrafo?", porque creemos que somos exactamente iguales a ellos. Incluso las niñas, pueden enamorarse de tu música, pero no de ti. No siempre tienes que comprometerte contigo mismo para tener éxito. El ir con máscaras es sólo para hacerlo más divertido. Las imágenes pueden ser aburridas.

Durante el rodaje y promoción de Daft Punk's Electroma el dúo se esforzó en evitar mostrar sus caras. Mientras estaban en el set de la película, el dúo eligió ser entrevistados de espaldas. Como se informó en octubre de 2006, la banda fue tan lejos como para usar tela negra sobre sus cabezas en una entrevista televisada.
Se cree que el misterio de su identidad y la originalidad de sus disfraces han hecho que ganen popularidad. El estatus de sus trajes se han comparado con el maquillaje de Kiss y la chaqueta de cuero usada por Iggy Pop. Bangalter dijo: «La máscara se pone muy caliente, pero después de llevar tanto tiempo con ella, ya me acostumbré a ella». También dijo:

Nunca nos gustó hacer lo mismo dos veces. Es más divertido y entretenido para nosotros hacer algo diferente, ya sea con máscaras o el desarrollo de una personalidad que mezcla la ficción y la realidad. Estamos encantados de devolver a las personas un poco de lo que nos brindaron desde que comenzamos en 1995.

Los últimos trajes de Daft Punk han sido diseñados por Hedi Slimane de la conocida y prestigiosa marca de ropa de Yves Saint Laurent. Daft Punk ha usado en su última gira, Alive 2007, una pirámide de plataforma.

## Discografía
- 1997: Homework
- 2001: Discovery
- 2005: Human After All
- 2013: Random Access Memories

## Filmografía
- D.A.F.T.: A Story About Dogs, Androids, Firemen and Tomatoes (1999)
- Interstella 5555 - The 5tory of the 5ecret 5tar 5ystem (2003)
- Daft Punk's Electroma (2006)
- Tron: Legacy (2010)
- Daft Punk Unchained (2015)